# Artemisia nilagirica
Artemisia nilagirica là một loài thực vật có hoa trong họ Cúc. Loài này được (C.B.Clarke) Pamp. mô tả khoa học đầu tiên năm 1926.